# خط سنگ آهن

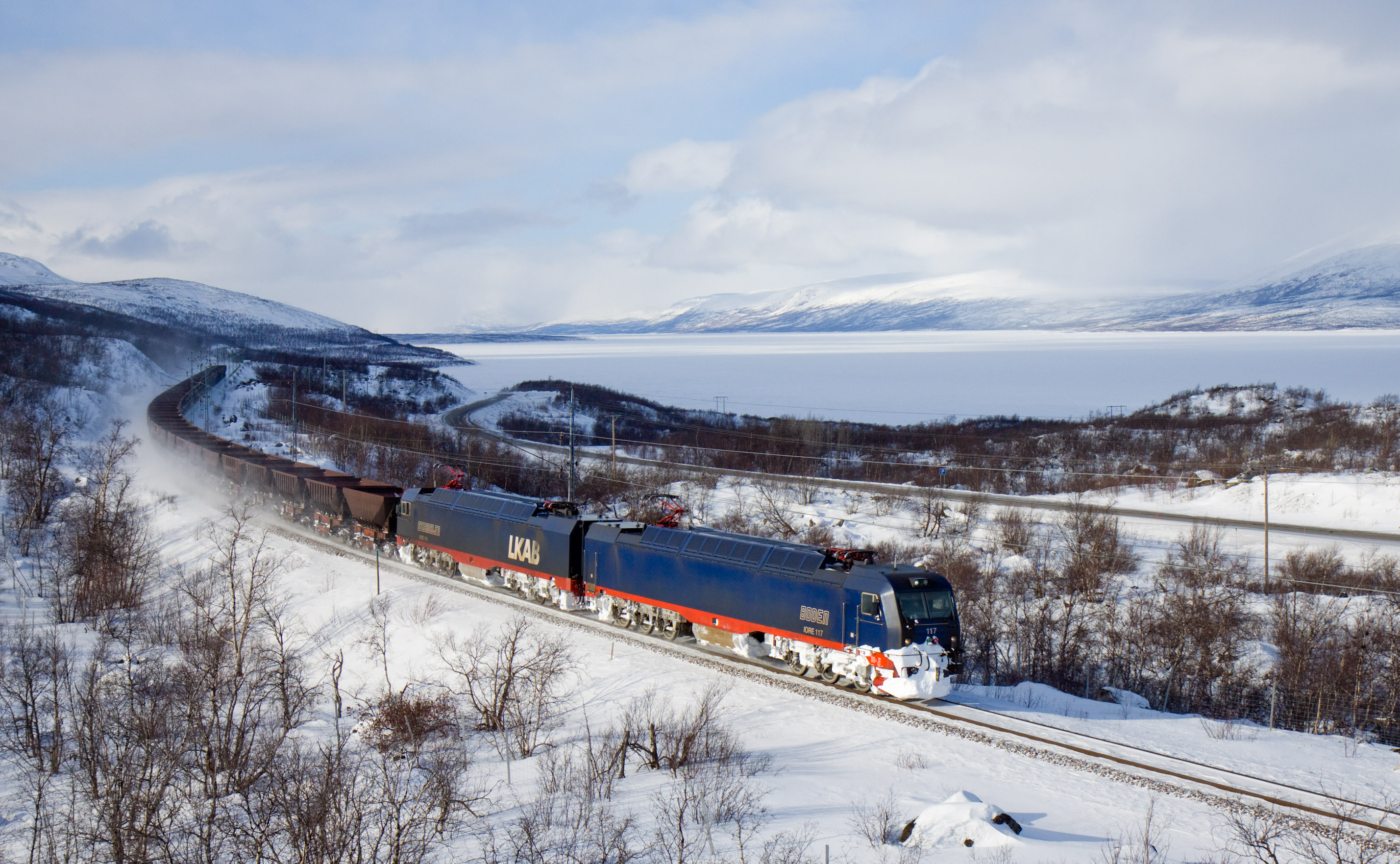
خط راه‌آهن سنگ آهن

خط راه‌آهن سنگ آهن (به سوئدی: Malmbanan) خط راه‌آهن ۳۹۸ کیلومتری بین Riksgränsen و Boden در ایالت Norrbotten کشور سوئد می‌باشد. این خط آهن متشکل از دو شاخه Kiruna به Svappavaara و Gällivare به Koskullskulle است. بخشی که اغلب به صورت محاوره‌‌ای شامل خط Ofoten نامیده می‌شود، ازRiksgränsen تا Narvik در نروژ و شمالی‌ترین بخش خط اصلی از طریق بالای Norrland از Boden تا Luleå می‌باشد.

## پیشینه
این خط آهن با قطارهای باری ۸۶۰۰ تنی که توسط Malmtrafik از شرکت‌های وابسته LKAB سنگ آهن را از مبدأ معادن به مقصد بنادر Narvik و Luleå حمل می‌کنند، شناخته میشود. علاوه بر این SJ در زمینه قطارهای مسافربری و CargoNet در زمینه قطارهای کانتینربر فعالیت می‌کنند.
این خط آهن یک خطه الکتریکی با ولتاژ ۱۵ کیلوولت جریان متناوب و فرکانس ۱۶ ۲⁄۳ هرتز کار کرده و بار محوری مجاز آن ۳۰ تن است. طرف سوئدی این خط، شمالی‌ترین خط در سوئد و بخش نروژی خط، به جز Narvik، شمالی‌ترین خط راه‌آهن در کل اتحادیه اروپا بوده در مدار ۶۸٫۴۵۲ درجه شمالی واقع شده‌است.
نخستین بخش از این خط مابین Gällivare به Luleå در سال ۱۸۸۸ افتتاح شد. در سال ۱۸۹۹ خط به Kiruna و در سال ۱۹۰۳ تمام مسیر تا به Narvik گسترش یافت. برقی کردن مسیر نیز از سال ۱۹۱۵ تا ۱۹۲۳ به طول کشید. بهره‌برداری از این خط از سال ۱۹۹۳ توسط SJ صورت پذیرفته است.

## قطارهای سنگین
شرکت Malmtrafik فعالیتش را از اول ژوئیه سال ۱۹۹۶ آغاز کرد. این شرکت، لکوموتیوهای Dm3 را از SJ، شش لکوموتیو EL15 را از NSB و تعدادی کارگاه آموزشی، انبار و ابزارهای لازم جهت تغییر ارتقاء مسیر خریداری کرد. پس از ملی شدن، این خط آهن نخستین شرکت راه‌آهن خصوصی است که در اروپا جهت تردد قطارهای باری بین‌المللی فعالیت می‌کند. بین ۲۶ سپتامبر تا ۲۷ اکتبر، ۲۰۰ تن از کارکنان آن، در اعتراض به قوانین انتقال، دست به اعتصاب زدند. در حالی که اعتصاب هنوز ادامه داشت، میزان بار انتقالی به Luleå افزایش یافت. در ماه نوامبر، LKAB، بندر جدید سنگ معدن در Luleå را با هزینه‌ای بالغ بر نیم میلیارد کرون سوئد افتتاح کرد که ظرفیت آن حمل شش میلیون تن سنگ معدن در سال بود.
در سال ۱۹۹۸، LKAB، افزایش تدریجی در محصولات را تا سال ۲۰۰۵ برآورد کرده بود و لذا اعطای بودجه کافی از طرف صاحبان خط جهت ارتقای آن از حداکثر بار محوری مجاز ۲۵ تن به ۳۰ تن را خواستار شد. با افزودن لکوموتیوهای جدید امکان افزایش بهره‌وری جهت حمل سنگ معدن فراهم شد. ارتقای خط Ofoten با هزینه ۱۸۰ میلیون کرون نروژ، به LKAB اجازه داد تا بتواند وزن قطارهای خود را از ۴۱۰۰ تن به ۸۶۰۰ تن افزایش دهد. علاوه بر این قطارهای سنگین باید طولانی‌تر باشند، بطوریکه این مقدار تا ۷۹۰ متر می‌رسید. در ماه مارس LKAB قراردادی جهت ساخت ۷۵۰ واگن ۱۰۰ تنی را با آفریقای جنوبی منعقد کرد. در ماه آگوست LKAB در موافقت نامه‌ای ۱۰۰ میلیون کرون نروژ از ۱۳۰ میلیون کرون نروژ مورد نیاز، جهت ارتقای خط به Ofoten پرداخت کرد. در ۱۵ سپتامبر ۱۹۹۸ قرارداد تحویل ۱۸ دستگاه لکوموتیو Lore امضا شد. در سال ۱۹۹۹، LKAB سهم SJ و NSB را از MTAB خریداری کرد. اولین لکوموتیوهای دوقلو در سال ۲۰۰۰ تحویل شد و تحویلهای سریالی نیز بین سال‌های ۲۰۰۲ تا ۲۰۰۴ بوده‌است. LKAB در مارس ۲۰۰۴ تصمیم به قطع خرید واگنهای سیلویی و جایگزینی خرید ۷۵۰ واگن سنگین بجای آن‌ها گرفت.
در سال ۲۰۰۳ ارتقای این خط آهن به بار محوری مجاز ۳۰ تن ازKiruna تا Riksgränsen به پایان رسید که اجازه می‌داد نیمی از قطارها با حداکثر ظرفیت کار کنند.
کریدور باری شمال شرق و غرب یک ابتکار توسط اتحادیه راه‌آهنهای بین‌المللی جهت نیل به دایر کردن یک کریدور باری از خاور دور به آمریکای شمالی است.
در ۲۳ آگوست ۲۰۰۷، LKAB، سفارش چهار لکوموتیو دوقلوی دیگر با هزینه ۵۲ میلیون یورو را داد که باید طی سال‌های ۲۰۱۰ و ۲۰۱۱ تحویل می‌شدند. این لکوموتیوها جایگزین لکوموتیوهای Dm3 می‌شدند. بعد از تحویل، شش لکوموتیو در مسیر Kiruna تا Luleå و ۲۰ دستگاه دیگر نیز در مسیر Kiruna تا Narvik بکارگیری شدند.
در سال ۲۰۰۹ ارتقای مناسب خط، این اجازه را داد تا تمام قطارها در در کل مسیر Narvik تا Luleå با تمام ظرفیت خود تردد کنند. در سال ۲۰۱۱، LKAB قادر به جایگزینی تمام لکوموتیوهای Dm3 شد و قطارهای سنگ معدن خود را به تعداد ۶۸ رساند. این کار باعث افزایش ظرفیت از ۲۸ میلیون تن به ۳۳ میلیون تن در سال شد. همزمان با این کار، تعداد تردد نیز از روزانه ۲۱ به ۱۵ کاهش یافت.

## لکوموتیوها
جهت حمل بارهای سنگین سنگ معدن، این خط ابتدا به لکوموتیوهای بخار قدرتمندی در سوئد مجهز بود که بعدها لکوموتیوهای قدرتمند الکتریکی جایگزین آن‌ها شدند. معروفترین آنها، لکوموتیوهای Dm بودند که امروزه لکوموتیوهای مدرن Lore جایگزین آن‌ها شده‌اند.
به غیر از قطارهای خاص و ویژه، قطارهای حمل سنگ آهن برخی تجهیزات خاصی دارند که به این قطارهای سنگین اجازه می‌دهند سنگینتر از هر جای حوزه اسکاندیناوی و احتمالاً سنگینتر از هر جای اتحادیه اروپا باشند. این قطارها از ترمزهای ویژه و کوپل کننده‌های SA3 به جای سایر کوپل کننده‌های استاندارد موجود در سوئد بهره می‌برند. پس از بهبود و ارتقای وضعیت قوسها به ۷۵۰ متر، وزن قطارها در سال ۲۰۰۸ و ۲۰۰۹ به ۸۶۰۰ تن که شامل لکوموتیو و واگنهایی به وزن ۶۸۰۰ تن بودند، رسید.